# Dicranoweisia bogotensis
Dicranoweisia bogotensis là một loài Rêu trong họ Dicranaceae. Loài này được (Hampe) Kindb. mô tả khoa học đầu tiên năm 1888.